# Sandsterngucker
Die Sandsterngucker (Dactyloscopidae) sind eine Familie sehr kleiner, bodenbewohnender Fische aus der Unterordnung der Schleimfischartigen (Blennioidei).

## Merkmale
Die nur 2,5 bis 15 Zentimeter lang werdenden Tiere besitzen einen langgestreckten Körper, ein stark oberständiges Maul, einen breiten Kopf und stark hervortretende, nach oben gerichtete Augen. Ihre Lippen sind mit fleischigen Fransen versehen; die Zähne sind winzig. Die Kiemenöffnung ist groß und gibt die Kiemenmembran frei. Der Kiemendeckel ist an seinem Oberrand mit 4 bis 25 Hautfrasen bestückt. Die kehlständigen Bauchflossen haben nur einen Hartstrahl und drei Weichstrahlen. Die Rückenflosse ist lang und hat 7 bis 23 Hart- und 12 bis 36 Weichstrahlen. Beide Teile der Rückenflosse können getrennt, aber auch zusammengewachsen sein. Auch die Afterflosse ist lang mit 21 bis 41 Weichstrahlen. Die Fische haben relativ große Rundschuppen; Bauch und Kopf sind schuppenlos. Die Seitenlinie beginnt hoch über den Brustflossen und biegt dann nach unten zur Seitenmittellinie ab. Sandsterngucker sind von bräunlicher, rötlicher oder blasser Farbe, manchmal mit einem Marmormuster oder gestreift.

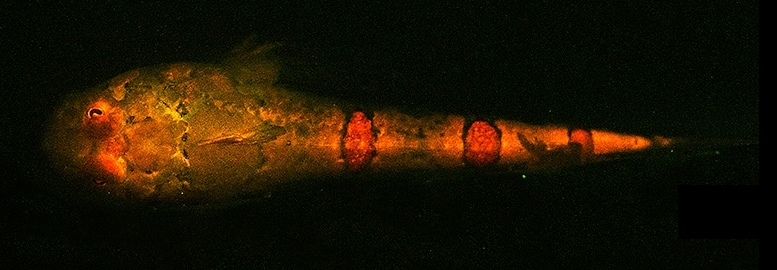
Biolumineszenz bei
Gillellus uranidea

Bei einigen Sandsternguckern der Gattung Gillellus (wie z. B. Gillellus uranidea) konnten Wissenschaftler die Fähigkeit zur Biolumineszenz nachweisen.

## Verbreitung
Die Tiere bewohnen die tropischen und subtropischen Küstenregionen Amerikas. 19 Arten leben auf der atlantischen Seite von der Küste der USA bis nach Brasilien, 24 Arten leben an der Ostküste des Pazifik vom Golf von Kalifornien bis nach Chile.

## Lebensweise
Sandsterngucker leben im Meer von der Gezeitenzone bis in Tiefen von 100 Metern, einige Arten im Brackwasser von Flussmündungen oder in den Unterläufen von Flüssen. Sie graben sich in den sandigen Boden ein, so dass nur noch Maul und Augen herausschauen. Die Männchen einiger Arten betreiben Brutpflege und beschützen ihren Laich zwischen den breiten Brustflossen.

## Gattungen und Arten
Es gibt neun Gattungen und 48 Arten:
- Gattung Dactylagnus Gill, 1863
  - Dactylagnus mundus (Gill, 1863)
  - Dactylagnus parvus (Dawson, 1976)
  - Dactylagnus peratikos (Böhlke & Caldwell, 1961)
- Gattung Dactyloscopus Gill, 1859Dactyloscopus tridigitatus – Sicht von oben

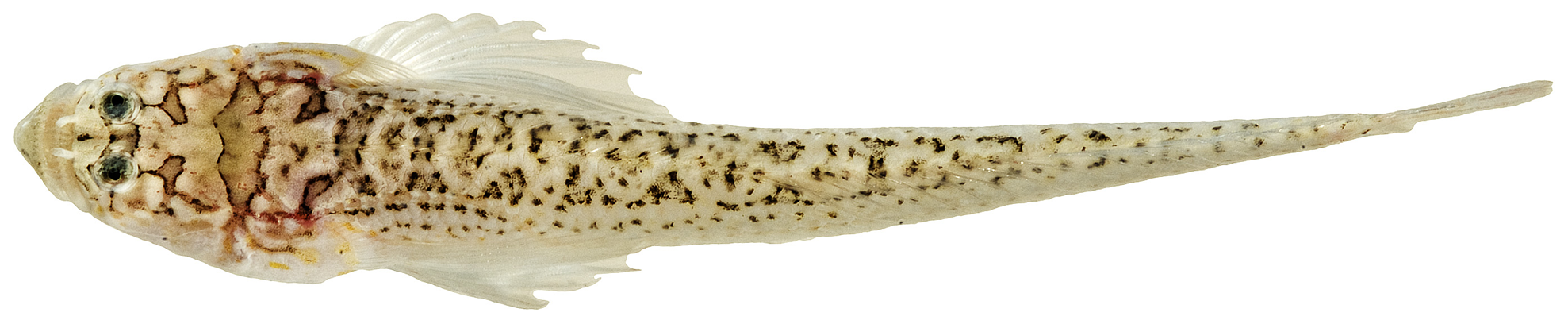
Dactyloscopus tridigitatus – Sicht von oben

  - Dactyloscopus amnis Miller & Briggs, 1962
  - Dactyloscopus boehlkei Dawson, 1982
  - Dactyloscopus byersi Dawson, 1969
  - Dactyloscopus comptus Dawson, 1982
  - Dactyloscopus crossotus Starks, 1913
  - Dactyloscopus fimbriatus (Reid, 1935)
  - Dactyloscopus foraminosus Dawson, 1982
  - Dactyloscopus lacteus (Myers & Wade, 1946)
  - Dactyloscopus lunaticus Gilbert, 1890
  - Dactyloscopus metoecus Dawson, 1975
  - Dactyloscopus minutus Dawson, 1975
  - Dactyloscopus moorei (Fowler, 1906)
  - Dactyloscopus pectoralis Gill, 1861
  - Dactyloscopus poeyi Gill, 1861
  - Dactyloscopus tridigitatus Gill, 1859
  - Dactyloscopus zelotes Jordan & Gilbert, 1896
- Gattung Gillellus Gilbert, 1890Gillellus uranidea

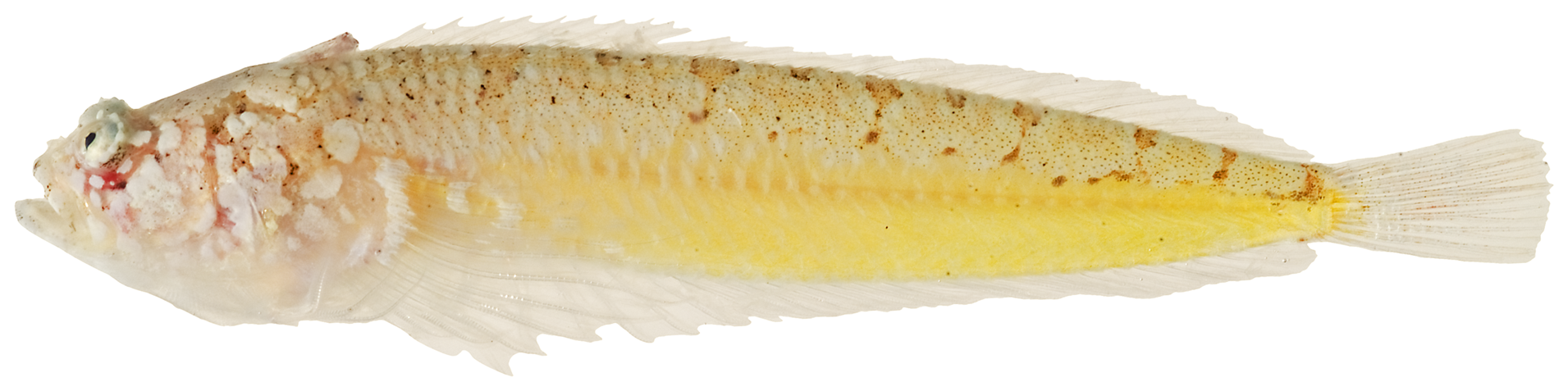
Gillellus uranidea

  - Gillellus arenicola (Gilbert, 1890)
  - Gillellus chathamensis (Dawson, 1977)
  - Gillellus greyae (Kanazawa, 1952)
  - Gillellus healae (Dawson, 1982)
  - Gillellus inescatus (Williams, 2002)
  - Gillellus jacksoni (Dawson, 1982)
  - Gillellus ornatus (Gilbert, 1892)
  - Gillellus searcheri (Dawson, 1977)
  - Gillellus semicinctus (Gilbert, 1890)
  - Gillellus uranidea (Böhlke, 1968)
- Gattung Heteristius Myers & Wade, 1946
  - Heteristius cinctus Osburn & Nichols, 1916
- Gattung Leurochilus Böhlke, 1968
  - Leurochilus acon Böhlke, 1968
- Gattung Myxodagnus Gill, 1861
  - Myxodagnus belone (Böhlke, 1968)
  - Myxodagnus macrognathus (Hildebrand, 1946)
  - Myxodagnus opercularis (Gill, 1861)
  - Myxodagnus sagitta (Myers & Wade, 1946)
  - Myxodagnus walkeri (Dawson, 1976)
- Gattung Platygillellus Dawson, 1974Platygillellus rubrocinctus

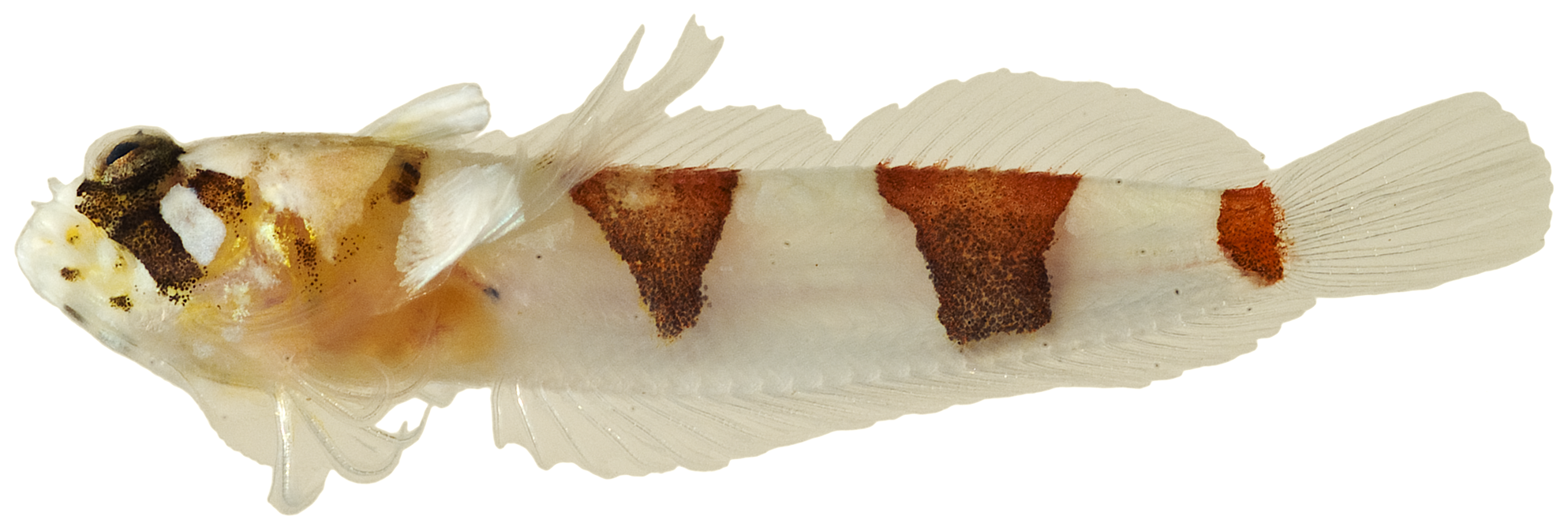
Platygillellus rubrocinctus

  - Platygillellus altivelis (Dawson, 1974)
  - Platygillellus brasiliensis (Feitoza, 2002)
  - Platygillellus bussingi (Dawson, 1974)
  - Platygillellus rubellulus (Kendall & Radcliffe, 1912)
  - Platygillellus rubrocinctus (Longley, 1934)
  - Platygillellus smithi (Dawson, 1982)
- Gattung Sindoscopus Dawson, 1977
  - Sindoscopus australis  (Fowler & Bean, 1923)
- Gattung Storrsia Dawson, 1982
  - Storrsia olsoni Dawson, 1982